# Australian Square Kilometre Array Pathfinder
O Australian Square Kilometer Array Pathfinder ( ASKAP ) é um radiotelescópio localizado no Observatório de Radioastronomia (MRO) de Murchison, no meio-oeste australiano. É operado pela Organização de Pesquisa Científica e Industrial da Commonwealth (CSIRO) e faz parte do Australia Telescope National Facility. A construção começou no final de 2009 e a primeira luz foi em outubro de 2012.
O ASKAP consiste em 36 antenas parabólicas idênticas, cada uma com 12 metros de diâmetro, trabalhando juntas como um único interferômetro astronômico com uma área total de coleta de aproximadamente 4.000 metros quadrados. Cada antena é equipada com um phased-array feed (PAF), aumentando significativamente o campo de visão. Este projeto oferece alta velocidade de levantamento e alta sensibilidade.
A instalação começou como um demonstrador de tecnologia para o Square Kilometre Array internacional (SKA), um radiotelescópio planejado que será maior e mais sensível. O site ASKAP foi selecionado como um dos dois locais centrais do SKA.

## Descrição
O desenvolvimento e a construção do ASKAP foram liderados pela CSIRO Astronomy and Space Science (CASS), em colaboração com cientistas e engenheiros da Holanda, Canadá e Estados Unidos, bem como colegas de universidades australianas e parceiros da indústria na China.

## Projeto
A construção e montagem das antenas foi concluída em junho de 2012.
O ASKAP foi projetado como um telescópio sinótico com amplo campo de visão, grande largura de banda espectral, alta velocidade de levantamento e um grande número de linhas de base simultâneas. O maior desafio técnico foi o projeto e a construção de phased array feeds, que não haviam sido usados anteriormente para radioastronomia e, portanto, apresentavam muitos novos desafios técnicos, bem como a maior taxa de dados encontrada até agora em um radiotelescópio.

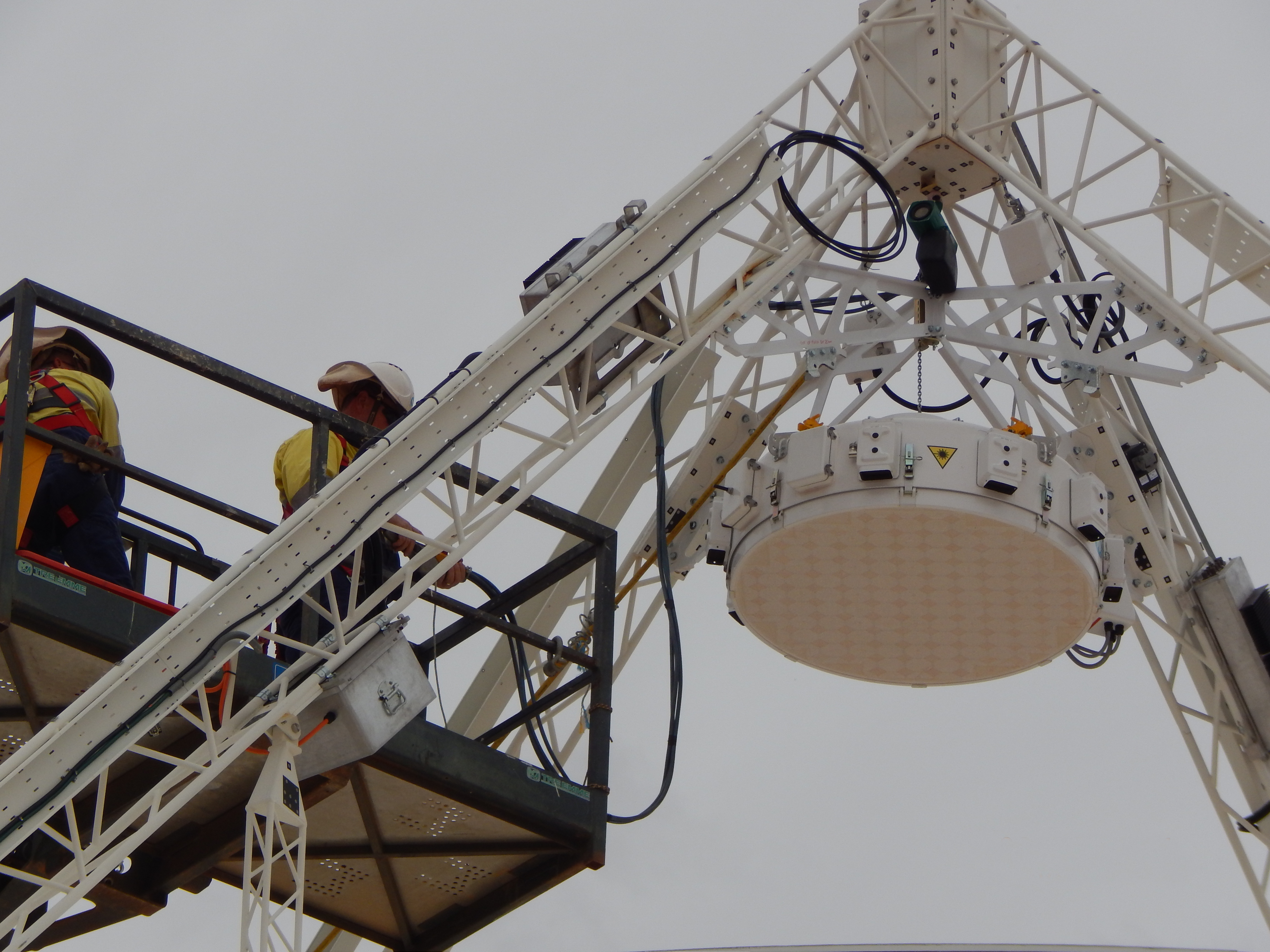
Instalação de um receptor avançado Phased Array Feed (PAF) em uma antena ASKAP. Este feed inclui 188 receptores individuais, para estender muito o campo de visão de um prato ASKAP de 12m para 30 graus quadrados

O ASKAP está localizado no distrito de Murchison, no oeste da Austrália, uma região extremamente "silenciosa" devido à baixa densidade populacional e à falta de interferência de rádio (gerada pela atividade humana) que, de outra forma, interferiria nos sinais astronômicos fracos. O local silencioso do rádio é reconhecido como um recurso natural e protegido pela Comunidade Australiana e pelo Governo do Estado da Austrália Ocidental por meio de uma série de medidas regulatórias.
Os dados do ASKAP são transmitidos do MRO para um supercomputador (atuando como um correlacionador de rádio ) no Pawsey Supercomputing Centre em Perth. Os dados são processados quase em tempo real por um processador de pipeline que executa um software específico. Todos os dados são disponibilizados publicamente após verificações de qualidade pelas dez equipes científicas do ASKAP Survey.

## Projetos de ciência de pesquisa

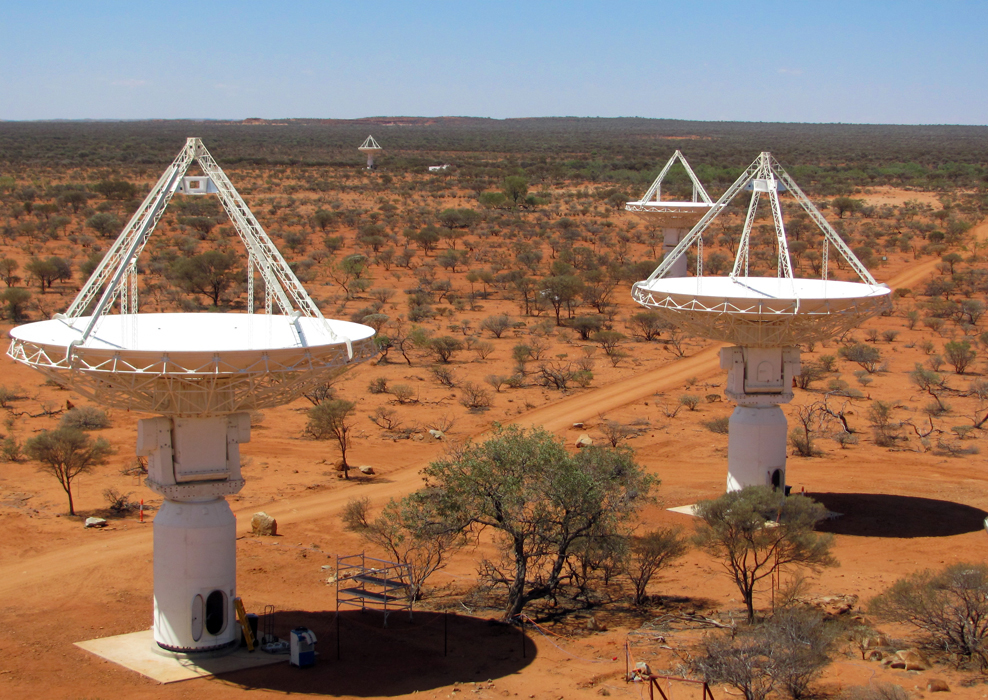
A matriz em 2010

Durante os cinco primeiros anos de funcionamento completo da ASKAP , pelo menos 75% do seu tempo observando será usado para projetos de ciência ampla pesquisa ASKAP se destina a estudar os seguintes tópicos: 
1. Formação de galáxias e evolução de gás no Universo próximo por meio de levantamentos HI extragalácticos
2. Evolução, formação e população de galáxias ao longo do tempo cósmico por meio de pesquisas contínuas de alta resolução
3. Caracterização do céu transiente de rádio através da detecção e monitoramento (incluindo VLBI ) de fontes transitórias e variáveis, e
4. Evolução dos campos magnéticos nas galáxias ao longo do tempo cósmico por meio de pesquisas de polarização.

Dez projetos ASKAP Survey Science foram selecionados para serem executados nos primeiros cinco anos de operação. Eles são:

### Prioridade máxima
- EMU: Mapa Evolucionário do Universo[14][15]
- WALLABY: Widefield ASKAP L-Band Legacy All-Sky Blind Survey[16][17]

### Prioridade inferior
- COAST: Compact Objects with ASKAP: Surveys and Timing
- CRAFT: A pesquisa Commensal Real-time ASKAP Fast Transients
- DINGO: Investigações profundas das origens do gás neutro[18]
- FLASH: a primeira grande pesquisa de absorção em HI[19]
- GASKAP: The Galactic ASKAP Spectral Line Survey[20]
- POSSUM: Polarization Sky Survey of the Universe's Magnetism[21]
- VAST: uma pesquisa ASKAP para variáveis e transientes lentos[22]
- VLBI: Os componentes de alta resolução do ASKAP: atendendo às especificações de linha de base longa para o SKA

## Fases de construção e operacionais

### Construção
A construção da ASKAP começou em 2009.

### Matriz de teste de engenharia boolardia
Depois que 6 antenas foram concluídas e equipadas com alimentações de phased array e componentes eletrônicos de back-end, o array foi denominado Boolardy Engineering Test Array (BETA). BETA operou de março de 2014 a fevereiro de 2016. Foi o primeiro radiotelescópio de síntese de abertura a usar a tecnologia de alimentação phased array, permitindo a formação de até nove feixes de polarização dupla. Uma série de observações astronômicas foram feitas com o BETA para testar a operação dos feeds do phased array e para ajudar no comissionamento e operação do telescópio ASKAP final.

### Aprimoramento de design
O primeiro protótipo de phased array feed (PAF) provou que o conceito funcionou, mas seu desempenho não foi ótimo. Em 2013-2014, enquanto o array BETA estava operacional, seções significativas do ASKAP foram redesenhadas para melhorar o desempenho em um processo conhecido como ASKAP design enhancement (ADE). As principais mudanças foram:
1. Melhorar o projeto do receptor para fornecer uma temperatura de sistema mais baixa que seria aproximadamente constante em toda a largura de banda dos receptores
2. Substitua os chips FPGA no processador digital por chips mais rápidos com menor consumo de energia
3. Substitua o sistema de resfriamento de água no PAF por um sistema de estabilização de temperatura Peltier mais confiável
4. Substitua a transmissão do sinal coaxial entre as antenas e o local central por um sistema no qual os sinais de radiofrequência foram modulados diretamente em sinais ópticos a serem transmitidos por fibra óptica
5. Substitua o complexo sistema de conversão de sinal de radiofrequência por um sistema de amostragem direta

Embora o ADE tenha atrasado a conclusão do ASKAP, isso foi considerado justificado, pois o sistema resultante tinha melhor desempenho, era mais barato e mais confiável. O primeiro ADE PAF foi instalado em agosto de 2014. Em abril de 2016, nove PAFs ADE foram instalados, juntamente com o novo correlacionador ADE, e mais PAFs foram progressivamente instalados nas antenas restantes nos próximos anos.

### Ciência primitiva
De 2015 a 2019, uma série de projetos ASKAP Early Science foram observados em nome da comunidade astronômica, em todas as áreas da astrofísica, com os objetivos principais de demonstrar as capacidades do ASKAP, fornecendo dados para a comunidade astronômica para facilitar o desenvolvimento de técnicas, e avaliando o desempenho e as características do sistema. O programa de ciências inicial resultou em vários artigos científicos publicados em periódicos revisados por pares, bem como ajudou a comissionar o instrumento e orientou o planejamento dos principais projetos de pesquisa.

### Pesquisas piloto
Cada um dos dez projetos de Pesquisa Científica foi convidado a apresentar uma proposta de pesquisa piloto para testar estratégias de observação. Essas observações de pesquisa piloto ocorreram em 2019-2020 e resultaram em resultados astrofísicos significativos.

### Levantamento rápido ASKAP Contínuo (RACS)
De 2019 a 2020, ASKAP conduziu um levantamento rápido de todo o céu até a declinação + 40 °, para fornecer um modelo raso do céu de rádio para auxiliar na calibração de levantamentos ASKAP profundos subsequentes, bem como fornecer um recurso valioso para os astrônomos. Com uma sensibilidade rms típica de 0,2-0,4 mJy / feixe e uma resolução espacial típica de 15-25 segundos de arco, o RACS é significativamente mais profundo e com resolução mais alta do que levantamentos de rádio comparáveis como NVSS e SUMMS. Todos os dados resultantes serão colocados em domínio público.

### Operações de levantamento completo
Espera-se que os dez projetos da Pesquisa Científica comecem a ser observados em 2021, embora possa haver algum ajuste e realinhamento dos projetos antes dessa data.

### Descobertas
Em maio de 2020, os astrônomos anunciaram uma medição do meio intergaláctico usando seis rajadas de rádio rápidas observadas com ASKAP; seus resultados confirmam as medições existentes do problema dos bárions ausentes.
Odd radio circles (ORCs) são uma possível "nova classe de objetos astronômicos" descobertos na ASKAP.
Em 30 de novembro de 2020, uma equipe de pesquisa ASKAP anunciou o Rapid ASKAP Continuum Survey (RACS), o primeiro levantamento de grande área a ser conduzido com o telescópio completo de 36 antenas. A pesquisa mapeou três milhões de galáxias em 300 horas, um milhão das quais são novas.